# Músculo flexor ulnar do carpo
O músculo flexor ulnar do carpo é um músculo localizado nos membros superiores e tem sua origem no epicôndilo medial do úmero e olécrano da ulna.
Possui inserção no osso pisiforme, base do metacarpo V e osso hamato.

## Ação
- Flexão da mão
- Adução

## Inervação
- Nervo ulnar

## Vascularização
- Artéria recorrente ulnar posterior.

## Referência
DÂNGELO, José Geraldo & FATTINI, Carlo Américo. Anatomia básica dos sistemas orgânicos: com a descrição dos ossos, junturas, músculos, vasos e nervos. São Paulo: Editora Atheneu, 2004.

## Animais
O Músculo flexor ulnar do carpo em animais
- Origem: Cabeça  umeral (Epicôndilo medial do úmero; Cab ulnar: olécrano)
- Inserção: Osso acessório do carpo
- Função: Flexão da artéria do carpo